# The Remixes (album, Shakira)
The Remixes (česky „Remix“) je album kolumbijské zpěvačky Shakiry z roku 1997. Obsahuje širší verze starších písniček a jejich remixy. Album bylo znovu vydáno v roce 2002 a v témže roce vyšla i rozšířená verze s písničkami v portugalštině.

## Seznam skladeb

### Originál
1. "Shakira DJ Memêgamix" (Ochoa, Shakira) - 6:20
2. "Estoy Aquí (Extended Remix)" (Ochoa, Shakira) - 9:30
3. "Estou Aqui (Português)" (Ochoa, Shakira) - 3:52
4. "Dónde Estás Corazón (Dance Remix)" (Ochoa, Shakira) - 8:08
5. "Un Poco de Amor (Extended Dancehall 12")" (Ochoa, Shakira) - 5:47
6. "Um Pouco de Amor (Português)" (Ochoa, Shakira) - 3:54
7. "Pies Descalzos, Sueños Blancos (Memê's Super Club Mix)" (Ochoa, Shakira) - 7:24
8. "Pés Descalços (Português)" (Ochoa, Shakira) - 3:24
9. "Estoy Aquí (Timbalero Dub)„ (Ochoa, Shakira) - 6:06
10. “¿Dónde Estás Corazón? (Dub-A-Pella Mix)" (Ochoa, Shakira) - 6:39
11. "Un Poco De Amor (Memê's Jazz Experience)" (Ochoa, Shakira) - 4:41
12. "Pies Descalzos, Sueños Blancos (The Timbalero Dub 97)" (Ochoa, Shakira) - 6:38

### (Velká Británie/Austrálie)
1. "Shakira DJ Memêgamix" (Ochoa, Shakira) - 6:20
2. "Estoy Aquí (Extended Remix)" (Ochoa, Shakira) - 9:30
3. "Dónde Estás Corazón (Dance Remix)" (Ochoa, Shakira) - 8:08
4. "Un Poco de Amor (Extended Dancehall 12")" (Ochoa, Shakira) - 5:47
5. "Pies Descalzos, Sueños Blancos (Memê's Super Club Mix)" (Ochoa, Shakira) - 7:24
6. "Estoy Aquí (Timbalero Dub)" (Ochoa, Shakira) - 6:06
7. "Dónde Estás Corazón (Dub-A-Pella Mix)" (Ochoa, Shakira) - 6:39
8. "Un Poco De Amor (Memê's Jazz Experience)" (Ochoa, Shakira) - 4:41
9. "Pies Descalzos, Sueños Blancos (The Timbalero Dub 97)" (Ochoa, Shakira) - 6:38